# Município de Troy (condado de Ashland, Ohio)
O município de Troy (em inglês: Troy Township) é um município localizado no condado de Ashland no estado estadounidense de Ohio. No ano de 2010 tinha uma população de 1.132 habitantes e uma densidade populacional de 25,84 pessoas por km².

## Geografia
O município de Troy encontra-se localizado nas coordenadas 41° 01′ 50″ N, 82° 18′ 12″ O. Segundo a Departamento do Censo dos Estados Unidos, o município tem uma superfície total de 43.8 km², da qual 43,44 km² correspondem a terra firme e (0,82 %) 0,36 km² é água.

## Demografia
Segundo o censo de 2010, tinha 1.132 habitantes residindo no município de Troy. A densidade populacional era de 25,84 hab./km². Dos 1.132 habitantes, o município de Troy estava composto pelo 98,85 % brancos, o 0,18 % eram afroamericanos, o 0,27 % eram amerindios, o 0,09 % eram de outras raças e o 0,62 % eram de uma mistura de raças. Do total da população o 0,8 % eram hispanos ou latinos de qualquer raça.